# District de Karimnagar
Le district de Karimnagar est un district de l'État du Télangana, en Inde.

## Géographie
Au recensement de 2011, sa population compte 3 811 738 habitants.
Son chef-lieu est la ville de Karimnagar. 